# Lijst van voetbalinterlands Italië - Rusland
Deze lijst van voetbalinterlands is een overzicht van alle officiële voetbalwedstrijden tussen de nationale teams van Italië en Rusland. De landen speelden tot op heden vijf keer tegen elkaar. De eerste ontmoeting, een groepswedstrijd tijdens het Europees kampioenschap voetbal 1996, werd gespeeld in Liverpool (Verenigd Koninkrijk) op 11 juni 1996. Het laatste duel, een vriendschappelijke wedstrijd, vond plaats op 1 juni 2012 in Zürich (Zwitserland).

## Wedstrijden
| № | Plaats    | Datum            | Competitie           | Wedstrijd        | Uitslag |
| - | --------- | ---------------- | -------------------- | ---------------- | ------- |
| 1 | Liverpool | 11 juni 1996     | EK 1996              | Italië – Rusland | 2 – 1   |
| 2 | Moskou    | 29 oktober 1997  | WK 1998 kwalificatie | Rusland – Italië | 1 – 1   |
| 3 | Napels    | 15 november 1997 | WK 1998 kwalificatie | Italië – Rusland | 1 – 0   |
| 4 | Cagliari  | 9 februari 2005  | Vriendschappelijk    | Italië – Rusland | 2 – 0   |
| 5 | Zürich    | 1 juni 2012      | Vriendschappelijk    | Italië – Rusland | 0 – 3   |

## Samenvatting
| Competitie        | Totaal gespeeld | Winst Italië | Gelijk | Winst Rusland | Doelsaldo Italië – Rusland |
| ----------------- | --------------- | ------------ | ------ | ------------- | -------------------------- |
| WK-kwalificatie   | 2               | 1            | 1      | 0             | 2 − 1                      |
| EK-eindronde      | 1               | 1            | 0      | 0             | 2 − 1                      |
| Vriendschappelijk | 2               | 1            | 0      | 1             | 2 − 3                      |
| Totaal            | 5               | 3            | 1      | 1             | 6 − 5                      |

## Details

### Eerste ontmoeting
| EK 1996 (Liverpool, Verenigd Koninkrijk, 11 juni 1996): |              | |
| Italië | 2 – 1        | Rusland |
| Pierluigi Casiraghi 4' Pierluigi Casiraghi 51' | goals        | 21' Illya Tsymbalar |
| Arrigo Sacchi | bondscoach   | Oleg Romantsev |
| Angelo Peruzzi Roberto Mussi Alessandro Costacurta Luigi Apolloni Paolo Maldini Angelo Di Livio 61 Roberto Di Matteo Demetrio Albertini Alessandro Del Piero 46' Gianfranco Zola Pierluigi Casiraghi 79' | opstellingen | Stanislav Cherchesov Omari Tetradze 46' Yevgeniy Bushmanov Viktor Onopko Yuriy Kovtun 63' Valeriy Karpin 71' Illya Tsymbalar Andrey Kanchelskis Igor Kolyvanov Aleksandr Mostovoy Vladislav Radimov |
| Roberto Donadoni 46' Diego Fuser 61' Fabrizio Ravanelli 79' | wissels      | 46' Igor Yanovskiy 63' Sergey Kiryakov 71' Igor Dobrovolskiy |
| Demetrio Albertini 14' Roberto Donadoni 83' | gele kaarten | 7' Viktor Onopko 31' Igor Kolyvanov 82' Yuriy Kovtun |
| - Het duel was voor beide teams de eerste groepswedstrijd in poule C. - Pierluigi Casiraghi (Italië) werd na afloop uitgeroepen tot Man of the Match.                                                    |              | |

### Tweede ontmoeting
| WK 1998 kwalificatie (Moskou, Rusland, 29 oktober 1997): |       |                     |
| Rusland                                                  | 1 – 1 | Italië              |
| Fabio Cannavaro 51' (e.d.)                               | goals | 49' Christian Vieri |

### Derde ontmoeting
| WK 1998 kwalificatie (Napels, Italië, 15 november 1997): |       |         |
| Italië                                                   | 1 – 0 | Rusland |
| Pierluigi Casiraghi 53'                                  | goals |         |